# Diplazium caracasanum
Diplazium caracasanum là một loài thực vật có mạch trong họ Woodsiaceae. Loài này được (Willd.) T. Moore miêu tả khoa học đầu tiên năm 1861.